# Olympische Sommerspiele 1984/Leichtathletik – Diskuswurf (Männer)

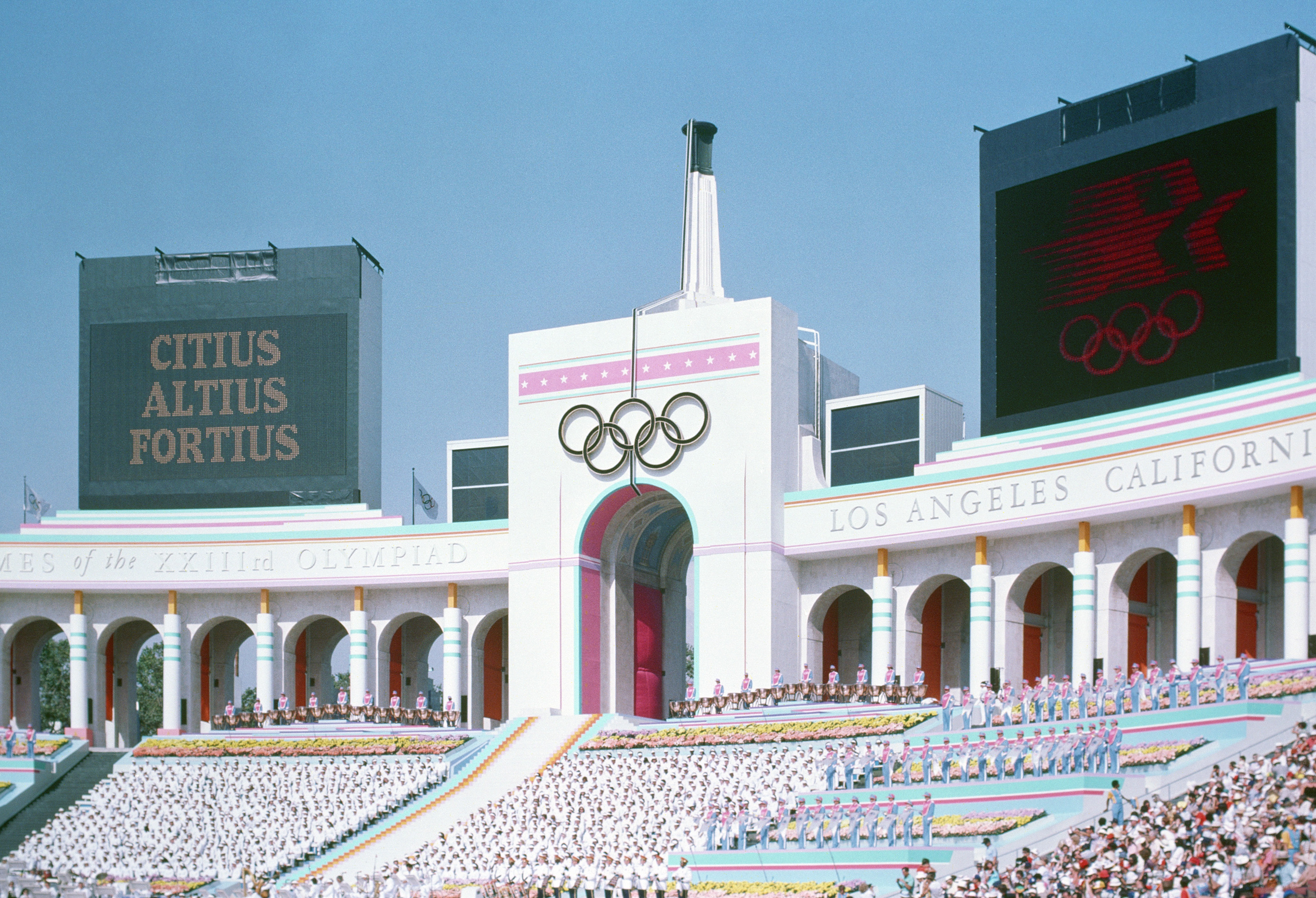
Blick auf des Eingangstor des Los Angeles Memorial Coliseum

Der Diskuswurf der Männer bei den Olympischen Spielen 1984 in Los Angeles wurde am 8. und 10. August 1984 im Los Angeles Memorial Coliseum ausgetragen. 20 Athleten nahmen teil.
Olympiasieger wurde Rolf Danneberg aus der Bundesrepublik Deutschland. Er gewann vor den beiden US-Amerikanern Mac Wilkins und John Powell.
Neben Olympiasieger Danneberg traten zwei weitere Athleten aus der Bundesrepublik Deutschland an. Alwin Wagner erreichte das Finale und wurde Sechster, Werner Hartmann schied in der Qualifikation aus.

Werfer aus der Schweiz, Österreich und Liechtenstein nahmen nicht teil. Athleten aus der DDR waren wegen des Olympiaboykotts ebenfalls nicht dabei.

## Aktuelle Titelträger
| Olympiasieger 1980                      | Wiktor Raschtschupkin ( Sowjetunion) | 66,64 m | Moskau 1980   |
| Weltmeister 1983                        | Imrich Bugár ( Tschechoslowakei)     | 67,72 m | Helsinki 1983 |
| Europameister 1982                      | Imrich Bugár ( Tschechoslowakei)     | 66,64 m | Athen 1982    |
| Panamerikanischer Meister 1983          | Luis Delís ( Kuba)                   | 67,32 m | Caracas 1983  |
| Zentralamerika und Karibik-Meister 1983 | Bradley Cooper ( Bahamas)            | 63,26 m | Havanna 1983  |
| Südamerika-Meister 1983                 | José Jacques ( Brasilien)            | 51,86 m | Santa Fe 1983 |
| Asienmeister 1983                       | Li Weinan ( Volksrepublik China)     | 55,40 m | Kuwait 1983   |
| Afrikameister 1982                      | Mohamed Naguib Hamed ( Ägypten)      | 59,82 m | Kairo 1982    |

## Bestehende Rekorde
| Weltrekord         | 71,86 m | Juri Dumtschew ( Sowjetunion) | Moskau, Sowjetunion (heute Russland) | 29. Mai 1983  |
| Olympischer Rekord | 68,28 m | Mac Wilkins ( USA)            | Qualifikation OS Montreal, Kanada    | 24. Juli 1976 |

Der bestehende olympische Rekord wurde bei diesen Spielen nicht erreicht. Mit seinen 66,60 m im Finale verfehlte der bundesdeutsche Olympiasieger Rolf Danneberg diesen Rekord um 1,68 m. Zum Weltrekord fehlten ihm 5,26 m.

## Doping
Vésteinn Hafsteinsson aus Island belegte in der Qualifikationsgruppe B Platz sieben und war damit ausgeschieden. Anschließend wurde Hafsteinsson auf die Einnahme von Nandrolon positiv getestet. Damit wurde er nachträglich disqualifiziert, sein Resultat wurde aus der Ergebnisliste gestrichen.

## Legende
Kurze Übersicht zur Bedeutung der Symbolik – so üblicherweise auch in sonstigen Veröffentlichungen verwendet:
| – | verzichtet |
| x | ungültig   |

## Qualifikation
Datum: 8. August 1984
Für die Qualifikation wurden die Athleten in zwei Gruppen gelost. Sechs von ihnen übertrafen die direkte Finalqualifikationsweite von 62,00 m. Damit war die Mindestanzahl von zwölf Finalteilnehmern nicht erreicht. So wurde das Finalfeld mit den nächstbesten Teilnehmern beider Gruppen, den sogenannten Lucky Losern, auf zwölf Teilnehmer aufgefüllt. Schließlich reichten 60,76 m für die Finalteilnahme. Die direkt qualifizierten Athleten sind hellblau, die Lucky Loser hellgrün unterlegt.

### Gruppe A
| Platz | Name                  | Nation         | 1. Versuch | 2. Versuch | 3. Versuch | Weite   |
| ----- | --------------------- | -------------- | ---------- | ---------- | ---------- | ------- |
| 1     | Rolf Danneberg        | BR Deutschland | 59,66 m    | 63,48 m    | –          | 63,48 m |
| 2     | John Powell           | USA            | 62,92 m    | –          | –          | 62,92 m |
| 3     | Kostas Georgakopoulos | Griechenland   | 60,74 m    | 60,66 m    | 60,94 m    | 60,94 m |
| 4     | Robert Weir           | Großbritannien | x          | x          | 60,92 m    | 60,92 m |
| 5     | Knut Hjeltnes         | Norwegen       | 60,80 m    | 59,32 m    | x          | 60,80 m |
| 6     | Marco Martino         | Italien        | 59,58 m    | 60,76 m    | x          | 60,76 m |
| 7     | Werner Hartmann       | BR Deutschland | 57,90 m    | 59,88 m    | 59,92 m    | 59,92 m |
| 8     | Bradley Cooper        | Bahamas        | x          | 52,06 m    | 53,70 m    | 53,70 m |
| 9     | Henry Smith           | Westsamoa      | 51,28 m    | 50,94 m    | 51,90 m    | 51,90 m |
| 10    | Dominique Béchard     | Mauritius      | 39,84 m    | 41,10 m    | 40,24 m    | 41,10 m |
| DNS   | Marco Bucci           | Italien        |            |            |            |         |

### Gruppe B

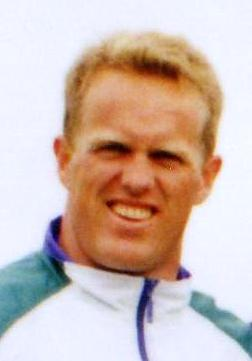
Vésteinn Hafsteinsson wurde wegen einer positiven Dopingprobe nach der Qualifikation disqualifiziert

| Platz | Name                  | Nation         | 1. Versuch | 2. Versuch | 3. Versuch | Weite   |
| ----- | --------------------- | -------------- | ---------- | ---------- | ---------- | ------- |
| 1     | Mac Wilkins           | USA            | 60,54 m    | 65,86 m    | –          | 65,86 m |
| 2     | Luciano Zerbini       | Italien        | 63,44 m    | –          | –          | 63,44 m |
| 3     | Stefan Fernholm       | Schweden       | x          | 62,84 m    | –          | 62,84 m |
| 4     | Art Burns             | USA            | 62,60 m    | –          | –          | 62,60 m |
| 5     | Erik de Bruin         | Niederlande    | 60,76 m    | 61,06 m    | 61,56 m    | 61,56 m |
| 6     | Alwin Wagner          | BR Deutschland | x          | 61,56 m    | x          | 61,56 m |
| 7     | Robert Gray           | Kanada         | 56,38 m    | 56,62 m    | 59,34 m    | 59,34 m |
| 8     | Richard Slaney        | Großbritannien | 56,02 m    | 56,78 m    | 57,66 m    | 57,66 m |
| NM    | Mohamed Naguib Hamed  | Ägypten        | x          | –          | –          | ogV     |
| DOP   | Vésteinn Hafsteinsson | Island         | 59,02 m    | 55,98 m    | 59,58 m    | 59,58 m |

## Finale
Datum: 10. August 1984
| Platz | Name                  | Nation         | 1. Versuch | 2. Versuch | 3. Versuch | 4. Versuch                             | 5. Versuch                             | 6. Versuch                             | Endresultat |
| ----- | --------------------- | -------------- | ---------- | ---------- | ---------- | -------------------------------------- | -------------------------------------- | -------------------------------------- | ----------- |
| 1     | Rolf Danneberg        | BR Deutschland | 64,47 m    | x          | 63,64 m    | 66,60 m                                | x                                      | 66,22 m                                | 66,60 m     |
| 2     | Mac Wilkins           | USA            | 65,96 m    | x          | 65,20 m    | x                                      | 66,30 m                                | x                                      | 66,30 m     |
| 3     | John Powell           | USA            | 64,68 m    | 63,34 m    | 64,12 m    | 64,06 m                                | 65,14 m                                | 65,46 m                                | 65,46 m     |
| 4     | Knut Hjeltnes         | Norwegen       | 64,72 m    | 62,40 m    | 65,28 m    | 63,78 m                                | 62,50 m                                | 64,32 m                                | 65,28 m     |
| 5     | Art Burns             | USA            | 63,72 m    | x          | x          | x                                      | 63,32 m                                | 64,98 m                                | 64,98 m     |
| 6     | Alwin Wagner          | BR Deutschland | 61,82 m    | 62,76 m    | 62,70 m    | 63,94 m                                | 61,16 m                                | 64,72 m                                | 64,72 m     |
| 7     | Luciano Zerbini       | Italien        | 60,18 m    | 61,14 m    | 63,50 m    | x                                      | x                                      | 60,14 m                                | 63,50 m     |
| 8     | Stefan Fernholm       | Schweden       | 63,08 m    | x          | 62,20 m    | 63,22 m                                | 62,20 m                                | 59,82 m                                | 63,22 m     |
|       |                       |                |            |            |            |                                        |                                        |                                        |             |
| 9     | Erik de Bruin         | Niederlande    | 56,88 m    | 62,32 m    | 60,10 m    | nicht im Finale der besten acht Werfer | nicht im Finale der besten acht Werfer | nicht im Finale der besten acht Werfer | 62,32 m     |
| 10    | Robert Weir           | Großbritannien | 59,86 m    | 61,36 m    | x          | nicht im Finale der besten acht Werfer | nicht im Finale der besten acht Werfer | nicht im Finale der besten acht Werfer | 61,36 m     |
| 11    | Kostas Georgakopoulos | Griechenland   | x          | 59,16 m    | 60,30 m    | nicht im Finale der besten acht Werfer | nicht im Finale der besten acht Werfer | nicht im Finale der besten acht Werfer | 60,30 m     |
| NM    | Marco Martino         | Italien        | x          | x          | x          | nicht im Finale der besten acht Werfer | nicht im Finale der besten acht Werfer | nicht im Finale der besten acht Werfer | ogV         |

Das Finale bestritten zwölf Athleten. Sechs hatten die geforderte Qualifikationsweite geschafft, mit weiteren sechs Werfern – den nächstbesten beider Gruppen – wurde das Feld aufgefüllt. Alle drei US-Amerikaner hatten das Finale erreicht, außerdem je zwei Deutsche und Italiener. Die weiteren Finalisten kamen aus Schweden, den Niederlanden, Norwegen, Großbritannien und Griechenland. Jeder Teilnehmer hatte zunächst drei Versuche. Die besten acht Athleten konnten dann weitere drei Versuche absolvieren.
Der Olympiaboykott verhinderte die Teilnahme des amtierenden Welt- und Europameisters Imrich Bugár aus der Tschechoslowakei. Auch weitere Spitzenwerfer aus den Boykott-Staaten fehlten. Dazu gehörten der Kubaner Luis Delís, Bugars Landsmann Géjza Valent sowie die starken Werfer aus der DDR und der UdSSR. Die Favoritenrolle fiel den beiden US-Amerikanern Mac Wilkins, Olympiasieger von 1976, und John Powell, 1976 Olympiadritter, zu.
Wilkins ging im ersten Versuch mit 65,96 m gleich in Führung und lag damit vor dem bundesdeutschen Werfer Rolf Danneberg – 64,74 m – und dem Norweger Knut Hjeltnes – 64,72 m. Die Reihenfolge blieb bis zum dritten Durchgang erhalten, in dem Hjeltnes mit 65,28 m nun an Wilkins vorbeizog, der sich auf 65,20 m verbessern konnte. In Runde vier gelangen Danneberg 66,60 m, damit übernahm er die Spitzenposition. Wilkins kam im fünften Versuch auf 66,30 m und damit auf Platz zwei vor Hjeltnes. Mit seinem letzten Wurf konnte John Powell den Norweger mit 65,46 m noch abfangen und die Bronzemedaille gewinnen. Ganz vorne änderte sich nichts mehr, Rolf Danneberg wurde überraschend Olympiasieger, Mac Wilkins errang Silber.
Das Fehlen der Athleten aus den Boykott-Staaten minderte die Wertigkeit dieses Wettbewerbs alleine schon von ihren ausgezeichneten Platzierungen in der Weltrangliste her. Die beim Wettkampf in Los Angeles auf den vorderen Rängen erzielten Weiten lagen allerdings auf einem guten Niveau, auch wenn Mac Wilkins' olympischer Rekord aus dem Jahr 1976 nicht erreicht wurde.
Rolf Danneberg errang den ersten deutschen Olympiasieg im Diskuswurf.

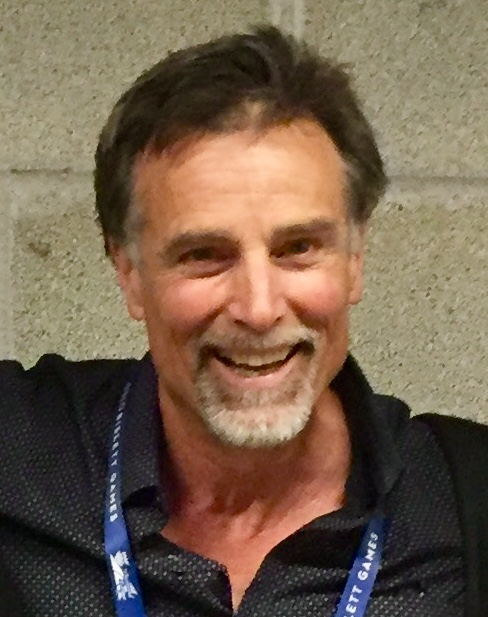
Nach Gold 1976 gewann Mac Wilkins (Foto: 2018) hier die Silbermedaille
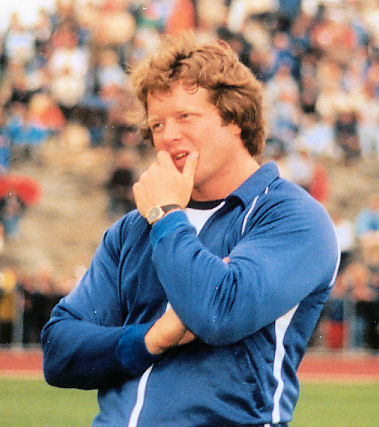
Knut Hjeltnes erreichte das Finale und belegte Rang vier
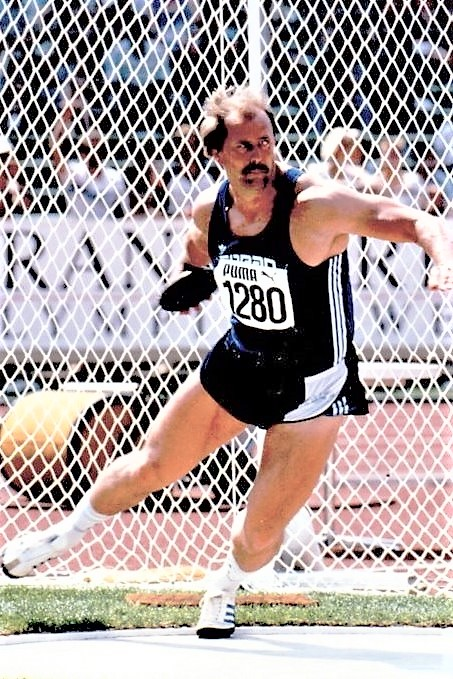
Alwin Wagner kam auf den sechsten Platz
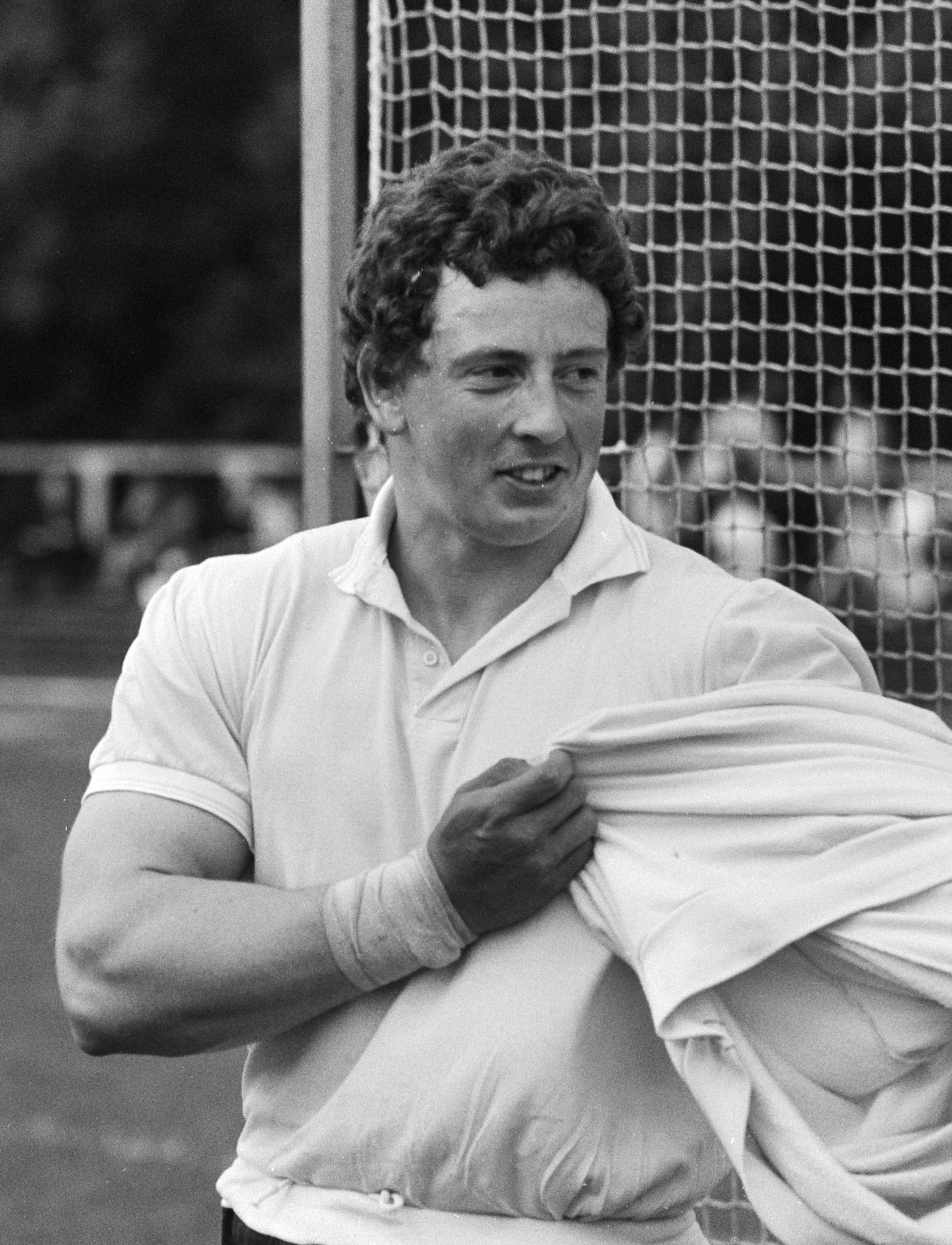
Der Olympianeunte Erik de Bruin

## Videolinks
- Olympics - 1984 Los Angeles - Track & Field - Highlights Mens Discus Finals imasportsphile, youtube.com, abgerufen am 12. November 2021
- 1984 Olympic Games - Men's Discus Throw, youtube.com, abgerufen am 13. Januar 2018
- Rolf Danneberg (Germany) qualifying discus throw (63.48 meters) 1984 Olympic final Los Angeles, youtube.com, abgerufen am 12. November 2021
- Olympics 1984 Los Angeles Games Mens Discus Throw Qualifying USA Mac Wilkins With Al Micha, youtube.com, abgerufen am 12. November 2021